# Lucrecia Hernández Mack
Lucrecia Hernández Mack (16 tháng 11 năm 1973 – 6 tháng 9 năm 2023) là một bác sĩ phẫu thuật và chính trị gia người Guatemala. Vào tháng 7 năm 2016, cô đã trở thành người phụ nữ đầu tiên đứng đầu Bộ Y tế Công cộng và Hỗ trợ Xã hội của Guatemala. Năm 2017, bà đã từ chức khỏi vị trí của mình để phản đối Tổng thống Jimmy Morales ra lệnh trục xuất nhà điều tra chống tham nhũng của Liên Hợp Quốc Iván Velásquez Gómez.
Cô đã làm việc như một nhà tư vấn trong một số tổ chức quốc tế như Tổ chức Y tế Pan American và Tổ chức Y tế Thế giới.

## Tiểu sử
Cô học ngành y và phẫu thuật tại Đại học de San Carlos de Guatemala. Cô cũng có bằng thạc sĩ về Sức khỏe Cộng đồng tại Đại học Rafael Landívar.
Bà đã phản đối tổng thống của Otto Pérez Molina.

### Bộ Y tế
Vào ngày 27 tháng 7 năm 2016, cô được bổ nhiệm thay thế Alfonso Cabrera làm Bộ trưởng Bộ Y tế Công cộng. Cabrera đã tuyên bố từ chức tuần trước, với lý do cá nhân và sức khỏe.
Hernández đã từ chức để đáp lại lời kêu gọi trục xuất Iván Valásquez của Tổng thống. Velásquez tại thời điểm đó đang phục vụ như là người đứng đầu Ủy ban quốc tế chống lại sự miễn dịch ở Guatemala. Cô cáo buộc Tổng thống Morales ủng hộ "sự miễn cưỡng". Ba thứ trưởng, Adrián Chávez, Juan Carlos Verdugo Urrejola và Édgar Rolando González Barreno, đã từ chức với bà.

## Cuộc sống cá nhân
Cô là con gái của Myrna Mack, một nhà nhân chủng học người Guatemala. Năm 1990, mẹ cô bị giết bởi một đội quân tử thần vì những lời chỉ trích của cô đối với chính quyền Guatemala đối với người Maya bản địa. Cái chết của mẹ cô sau đó dẫn đến một vụ kiện ở tòa án, Myrna Mack Chang v. Guatemala, nơi gia đình cô nhận được bồi thường của nhà nước.

## Ấn phẩm
- Transformando el sistema público de salud desde el primer n xoay de atención. (2012). Lucrecia Hernández Mack, César Sánchez, Juan Carlos Verdugo, Lidia Morales, Carmen Alicia Arriaga, Zully Hernández. Acaduto de Salud Incluyente y Médicos Mundi Navarra.